# Francisco Huerta
Francisco Javier Huerta Franco (nascido em 10 de agosto de 1947) é um ex-ciclista olímpico mexicano. Representou sua nação em duas edições dos Jogos Olímpicos: Munique 1972 e Montreal 1976.